# Leptodactylus guianensis
Espèce
Leptodactylus guianensis est une espèce d'amphibiens de la famille des Leptodactylidae.

## Répartition
Cette espèce se rencontre :
- au Brésil dans l’État de Roraima ;
- au Guyana ;
- au Suriname ;
- au Venezuela dans l'État de Bolívar.

## Description
Leptodactylus guianensis mesure de 78 à 110 mm pour les mâles et de 66 à 110 mm pour les femelles.

## Taxinomie
Cette espèce a longtemps été confondue avec Leptodactylus insularum et Leptodactylus bolivianus.

## Étymologie
Son nom d'espèce, composé de guian[a] et du suffixe latin -ensis, « qui vit dans, qui habite », lui a été donné en référence à son aire de répartition située en grande partie sur le plateau des Guyanes (Guiana Shield en anglais).

## Publication originale
- Heyer & de Sá, 2011 : Variation, systematics, and relationships of the Leptodactylus bolivianus complex (Amphibia: Anura: Leptodactylidae). Smithsonian Contrib Zoology, no 635, p. 1-58 (texte intégral).